# Akord neapolitański

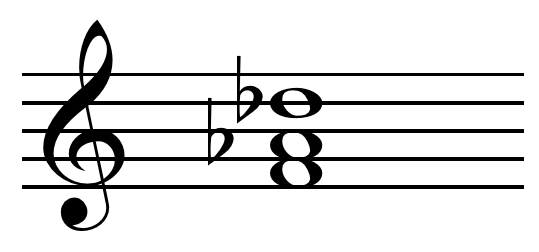
Akord neapolitański w tonacji C-dur.

Akord neapolitański – trójdźwięk, którego funkcję harmoniczną można rozumieć na dwa sposoby: 
1. jako akord durowy zbudowany na drugim obniżonym stopniu gamy, czyli jako subdominantę molową II stopnia z obniżoną prymą i kwintą (°S5>1>II) lub w innym zapisie subdominantę molową II stopnia obniżonego (°SIIobn.); dla przykładu w tonacji C-dur akord drugiego stopnia to d-f-a, obniżona pryma daje des, a obniżona kwinta as; w ten sposób uzyskujemy akord des-f-as;
2. subdominantę molową z sekstą małą (tzw. sekstą neapolitańską) zamiast kwinty (°S6> 5), dla przykładu w tonacji C-dur subdominantą molową jest akord f-moll, a więc dźwięki f-as-c; jeżeli zamiast kwinty c użyjemy seksty małej des uzyskamy akord f-as-des, co w drugim przewrocie da nam des-f-as.

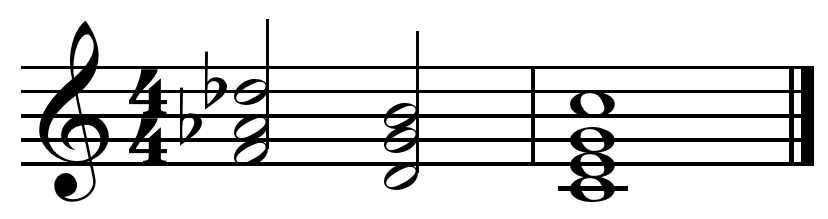
Przykład rozwiązania akordu neapolitańskiego w tonacji C-dur: pierwszy z lewej akord neapolitański (Des) i rozwiązanie poprzez dominantę kwartsekstową (G) do toniki (C).

Akord neapolitański rozwiązuje się na dominantę kwartsekstową (w C-dur: des-f-as na d-g-h z zachowaniem ruchu dźwięku as na g) bądź na dominantę z opóźnieniem kwarty i seksty (w C-dur: des-f-as na c-e-g pod warunkiem położenia des w wyższym głosie niż as - w przeciwnym razie wystąpią tzw. kwinty równoległe) lub rzadziej bezpośrednio na tonikę. W przypadku rozwiązania na dominantę ze względu na alterację II stopnia gamy ukośne brzmienie półtonu uznaje się za prawidłowe.
Akord ten używany jest również do modulacji do odległych tonacji. Dla przykładu w C-dur akord neapolitański to Des-dur, od którego z kolei dominanta to As-dur: w ten sposób można w stosunkowo płynny sposób na przestrzeni trzech akordów przejść z tonacji C-dur przez Des-dur (5 bemoli) do As-dur (4 bemole). Ten sposób zaliczany jest najczęściej do modulacji diatonicznej.
Akord neapolitański zawdzięcza swoją nazwę kompozytorom szkoły neapolitańskiej, którzy jako pierwsi stosowali go jako częsty środek wyrazowy. Wcześniej akord pojawiał się bardzo rzadko w twórczości takich kompozytorów jak Jacopo Peri czy Henry Purcell. W epoce renesansu nie stosowano świadomie akordu neapolitańskiego, chociaż podobnych współbrzmień można by się doszukać już w dziełach Jacoba Obrechta. Natomiast później, od XVIII wieku akord stał się jednym z podstawowych środków kompozytorskich (charakterystyczne brzmienie tercji zmniejszonej w zestawieniu z dominantą). Max Reger oparł na nim swój system modulacyjny.